# Палики
Палики в древногръцката митология се демонични същества.

## Легенда
Според преданието те са двама близнаци, родени в Сицилия. Деца на Зевс и музата Талияили на Хефест и нимфата Етна. Името Палики идва от гр. παλι – „отново“, „пак“ и показва тяхното връщане на земята, излизането им от недрата им, където майката им Талия се скрила от гнева на ревнивата Хера. Очевидна е връзката на Палики с вулканичната дейност на Етна (името на майка им – „нимфата Етна“, според един от митовете, е може би е само другото име на Талия).
Палики наказват клетвопрестъпниците, помагат на несправедливо обвинените; така стихийните функции на земята се трансформират в мита за близнаците палики в социални функции на боговете. Култът към тях е съсредоточен около три малки езера в равнината Палагония, които отделят серни пари, за което споменава и Овидий. В резултат на това братята близнаци се асоциират с гейзерите в подземното царство.

## Палики в Гърция
- Името Палики в днешно време е област в Гърция, част от Корфу (Кефалония). В миналото е била отделен остров, за който сега се предполага, че е това е описаният от Омир остров на Одисей – Итака.